# Karl III. (Spanien)

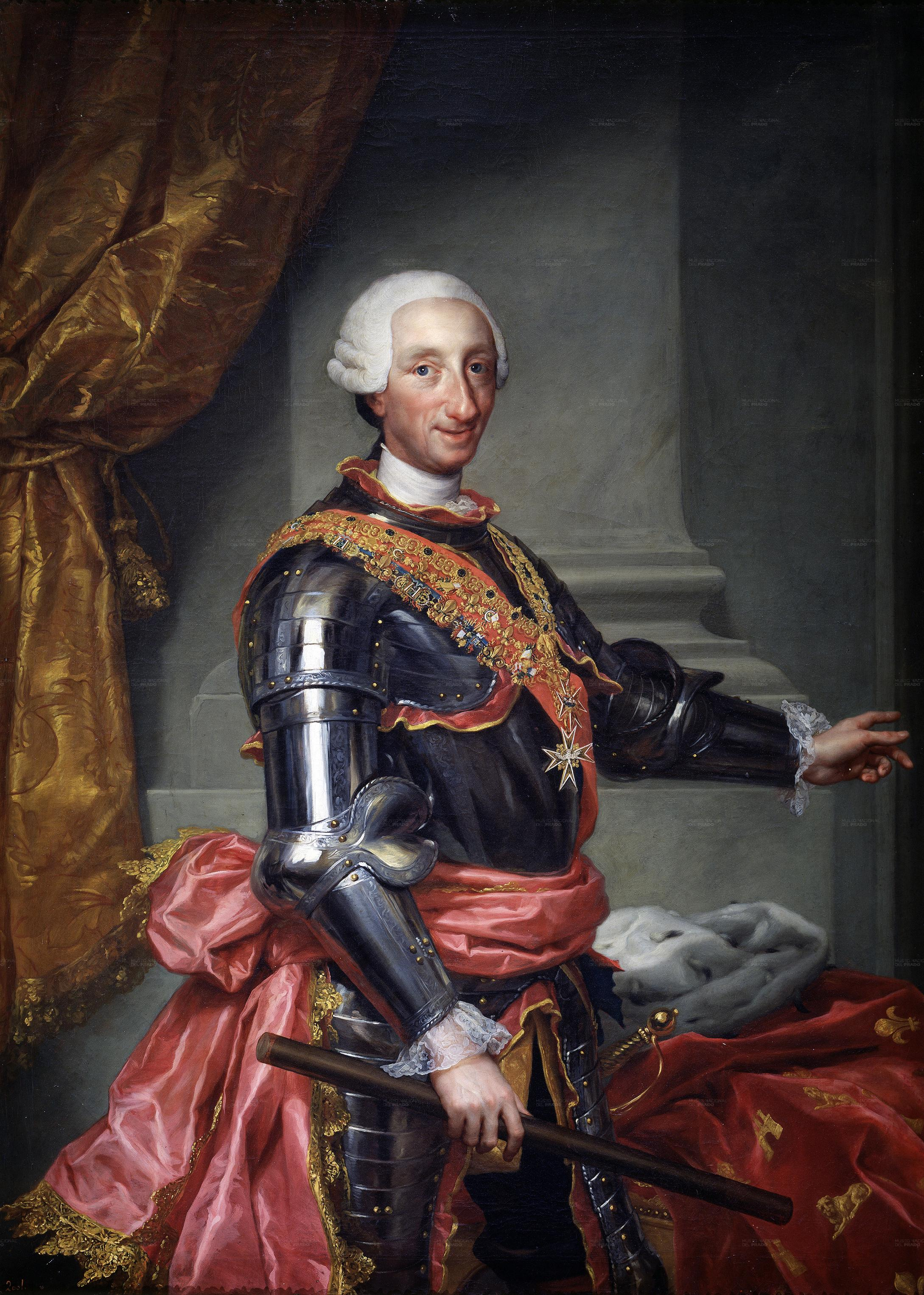
Karl III. von Spanien, um 1765

König Karl III. von Spanien

Karl III. (spanisch: Carlos Sebastián de Borbón y Farnesio, italienisch: Carlo Sebastiano di Borbone, * 20. Januar 1716 in Madrid; † 14. Dezember 1788 ebenda) war vom 10. August 1759 bis zu seinem Tod König von Spanien. Zuvor war er vom 29. Dezember 1731 bis zum 3. Oktober 1735 als Karl I. Herzog von Parma und Piacenza, vom 3. Juli 1735 bis zum 10. August 1759 als Karl V. König von Sizilien und gleichzeitig als Karl VII. König von Neapel.

## Kindheit und Jugend

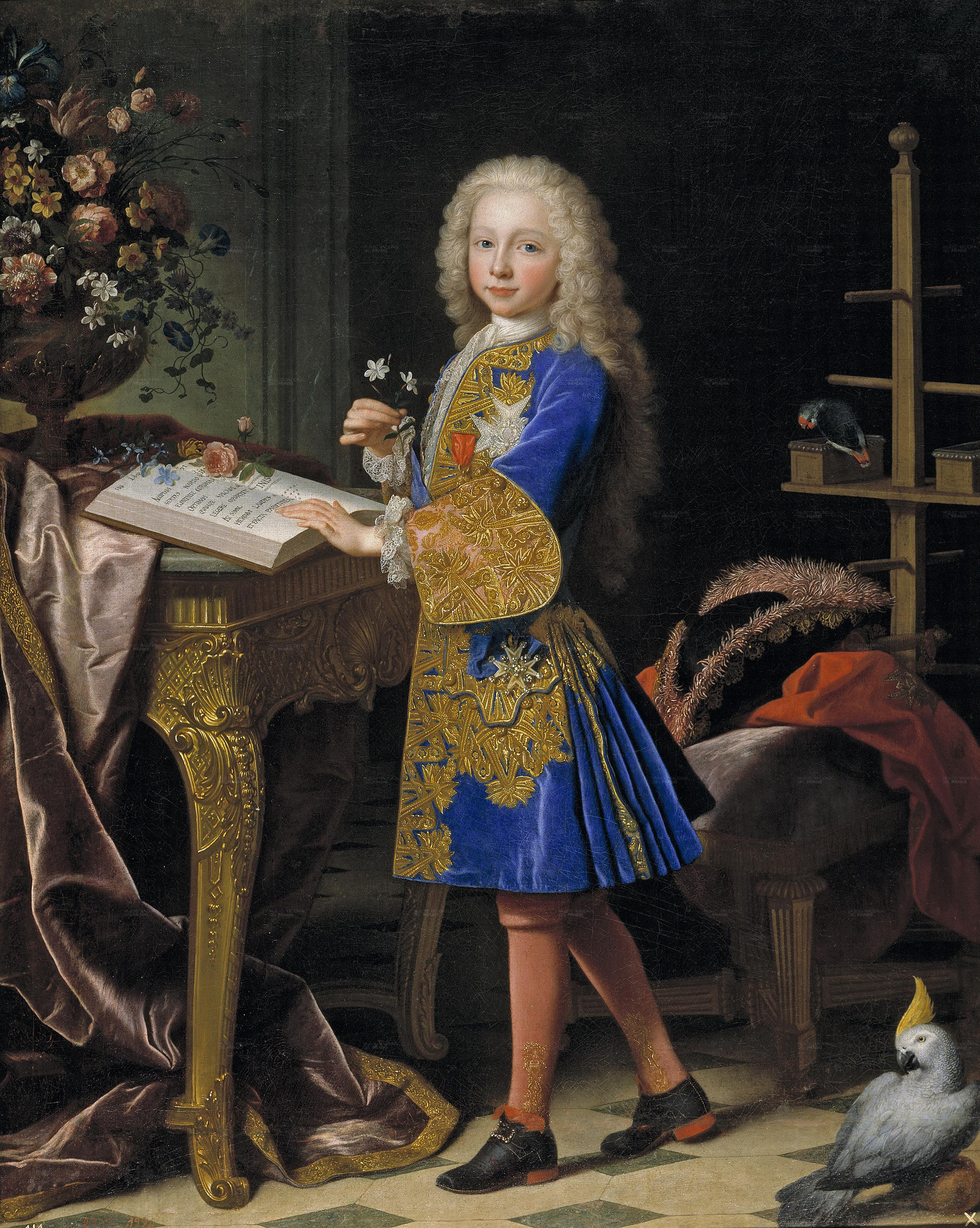
Jean Ranc: Karl III. als Kind, 1722–1723

Karl III. wurde am 20. Januar 1716 in Madrid als ältester Sohn von Philipp V. von Spanien und dessen zweiter Gemahlin Elisabetta Farnese (Isabel de Farnesio) geboren.
Zum Zeitpunkt seiner Geburt stand Karl nur an vierter Stelle der spanischen Thronfolge; die drei Halbbrüder, die Philipp V. in seiner ersten Ehe mit Maria Luisa Gabriella von Savoyen (1688–1714) gezeugt hatte, kamen vor ihm. Er blieb gesund und als Kind weitgehend unauffällig. Ohne den Druck, sich unmittelbar auf die Übernahme der Staatsgeschäfte vorbereiten zu müssen, erhielt Karl eine breit gefächerte humanistische Ausbildung, die seinem Stande angemessen war, und genoss besonders die Jagd.
Seine Mutter, eine kluge, energische und machtbewusste Frau, erkannte, dass die besten Aussichten für ein eigenes Herrschaftsgebiet ihres Sohnes in Italien lagen. Sie selbst stammte aus der Familie Farnese, die Parma regierte. Die Königin sorgte dafür, dass ihr Sohn im Rahmen seiner Ausbildung intensiv mit Geschichte, Politik und den Gebräuchen Italiens vertraut würde.
Zwar hatte Spanien nach dem Ende des Spanischen Erbfolgekrieges seine Besitzungen in Italien mit dem Friedensvertrag von Utrecht den Habsburgern überlassen, Elisabeth von Farnese arbeitete aber nach Kräften an einer Revision.
Kardinal Giulio Alberoni, der Generalbevollmächtigte der Königin, wollte zunächst gewaltsam die Lombardei, Sizilien, Neapel und Sardinien zurückgewinnen. Zwar gelang es ihm, 1717 Sardinien im Handstreich zu nehmen, allerdings verbündeten sich die europäischen Mächte gegen Spanien (Krieg der Quadrupelallianz), und eine britische Flotte schlug die Spanier im Jahr 1718 beim Capo Passero vernichtend.
Nun versuchte die Königin auf diplomatischem Wege ans Ziel zu kommen, ihren Sohn als Regenten in Italien zu platzieren: Im Vertrag von Wien (1725), den der spanische Premierminister Juan Guillermo Riperdá aushandelte, wurde die Vermählung von Karl mit der österreichischen Kaisertochter Maria Theresia vereinbart. (Diese Einigung scheiterte jedoch am Widerstand der Briten und Niederländer, die eine Verschiebung des Machtgleichgewichtes auf dem Kontinent befürchteten.) Zudem erreichten die Spanier die Zustimmung Österreichs, dass Karl das Herzogtum Parma übernehmen dürfe, falls der regierende Herzog Antonio Farnese kinderlos sterben sollte.
Im Jahr 1724 dankte Philipp V. zu Gunsten seines ältesten Sohnes Ludwig ab, der aber nach nur sieben Monaten auf dem Thron an den Pocken starb, ohne eigene Nachkommen zu hinterlassen. Der zweite Sohn, Philipp Peter, war schon 1719 gestorben, so dass Karl an die zweite Stelle der Thronfolge vorgerückt war, nach seinem Halbbruder Ferdinand. Philipp kehrte auf den Thron zurück, obwohl er unter Depressionen litt – die Königin hatte in dieser zweiten Amtsperiode sogar mehr Einfluss als zuvor.

## Herzog von Parma
Am 20. Januar 1731 starb der Herzog von Parma, Antonio Farnese, exakt an Karls 15. Geburtstag. Karl trat das Erbe als Herzog Karl I. an und reiste nach Parma. Sein Vater unterstützte ihn mit einer jährlichen Pension von 150.000 Dukaten und mehreren Ratgebern, die er dem Sohn zur Seite gestellt hatte. Im Oktober 1731 zog Karl in Parma ein und begann dort seine kurze Regierungszeit.

## Im Polnischen Erbfolgekrieg
Mit dem Herzogtum Parma waren die spanischen Expansionsbestrebungen in Italien aber noch nicht am Ende. Im Jahr 1733 schloss Spanien mit Frankreich den Ersten Familienpakt, mit dem sich Spanien im Polnischen Erbfolgekrieg an die Seite Frankreichs gegen Großbritannien und Österreich stellte.
Die Spanier zielten dabei vor allem auf das Königreich Neapel. Spanische Truppen eroberten am 10. Mai 1734 Neapel im Handstreich, und Karl übernahm im Namen seines Vaters, des spanischen Königs, die Herrschaft über das Königreich. Im Wiener Präliminarfrieden von 1735 übertrug Österreich Neapel und Sizilien den spanischen Bourbonen als Sekundogenitur. Karl wurde als Karl VII. zum König von Neapel und Sizilien gekrönt. Im Gegenzug gaben die Bourbonen Parma an die Habsburger weiter.

## König von Neapel und Sizilien

Wappen Karls als König von Neapel und Sizilien

Karl unternahm von Anfang an zahlreiche Reformen im neapolitanischen Staatswesen. Dabei zählte er auf die Unterstützung durch den Aufklärer Bernardo Tanucci. Im Jahr 1735 stellte er die Rechtsvorschriften des Landes in einer Gesetzessammlung zusammen, und 1752 erließ er ein eigenes Gesetzbuch, den karolinischen Kodex (Código Carolino). Die Privilegien der Großgrundbesitzer wurden eingeschränkt. Handelsbeschränkungen im Inland wie für den Export wurden aufgehoben.
Bereits im Jahr 1738 hatte Karl die sächsische Prinzessin Maria Amalia geheiratet. Obwohl die Ehe aus politischen Gründen arrangiert war, verstanden sich Maria Amalia und Karl gut. Die Königin nahm aktiven Anteil an der Politik des Landes und war an wesentlichen Entscheidungen der Regierung mit beteiligt.
1741 schloss Neapel ein Konkordat mit der Kirche, nach dem die kirchlichen Güter ebenfalls Steuern und Abgaben zu leisten hatten, wenn auch nur den halben Satz.
Für die Regierungszeit in Neapel und Sizilien ließ er den Bau des Palastes von Caserta beginnen. Durch das Erbe seiner Mutter gelangte er in Besitz der Farnesischen Sammlungen, welche vorerst im Palazzo Reale in Neapel aufgestellt wurde. Unter seiner Herrschaft begannen auch die ersten Ausgrabungen römischer Gebäude in Pompeji und Herculaneum.
Im Österreichischen Erbfolgekrieg (1740–48) hielt sich Neapel unter Karl zunächst neutral, auch auf Anraten der Königin Maria Amalia. Man fürchtete, dass die britische Flottenpräsenz im Mittelmeer die Schifffahrt und die Häfen des Königreiches gefährden könnten. Erst 1744 trat Neapel an die Seite von Frankreich und Spanien, ohne aber wesentlich ins Kriegsgeschehen einzugreifen oder von den Ergebnissen tangiert zu sein. Für die Bourbonen-Dynastie fiel der Frieden von Aachen (1748) allerdings günstig aus: Karls Bruder Philipp erhielt den Herzogstitel von Parma von den Österreichern. Damit war die spanische Königin Elisabeth am Ziel: Sie hatte beide Söhne mit italienischen Staaten versorgt.
Im Jahr 1746 war Karls Bruder Ferdinand seinem verstorbenen Vater auf den spanischen Thron gefolgt. Solange er keine Kinder hatte, war Karl damit der nächste Thronfolger.
Karl und Maria Amalia hatten dreizehn Kinder, von denen sieben das Erwachsenenalter erreichten. Der älteste Sohn, Philipp Anton, litt unter Epilepsie und wurde daher von der Thronfolge ausgeschlossen. Er erhielt den Titel des Herzogs von Kalabrien und starb unverheiratet und kinderlos. Die dynastische Linie sollte mit dem zweitgeborenen Sohn, Karl fortgesetzt werden. Der Kronprinz war von gesunder Statur, aber mäßiger Intelligenz, und Karl III. hielt ihn von allen Staatsaufgaben fern.
Am 10. August 1759 starb Ferdinand VI., und Karl erbte als Karl III. den Königsthron. Sein jüngster Sohn, Ferdinand, sollte ihm auf den neapolitanischen Thron folgen – da er aber erst acht Jahre alt war, übernahm Bernardo Tanucci als Regent die Amtsgeschäfte. Prinz Karl folgte dem König nach Spanien und wurde als spanischer Kronprinz zum Fürsten von Asturien.

## König von Spanien

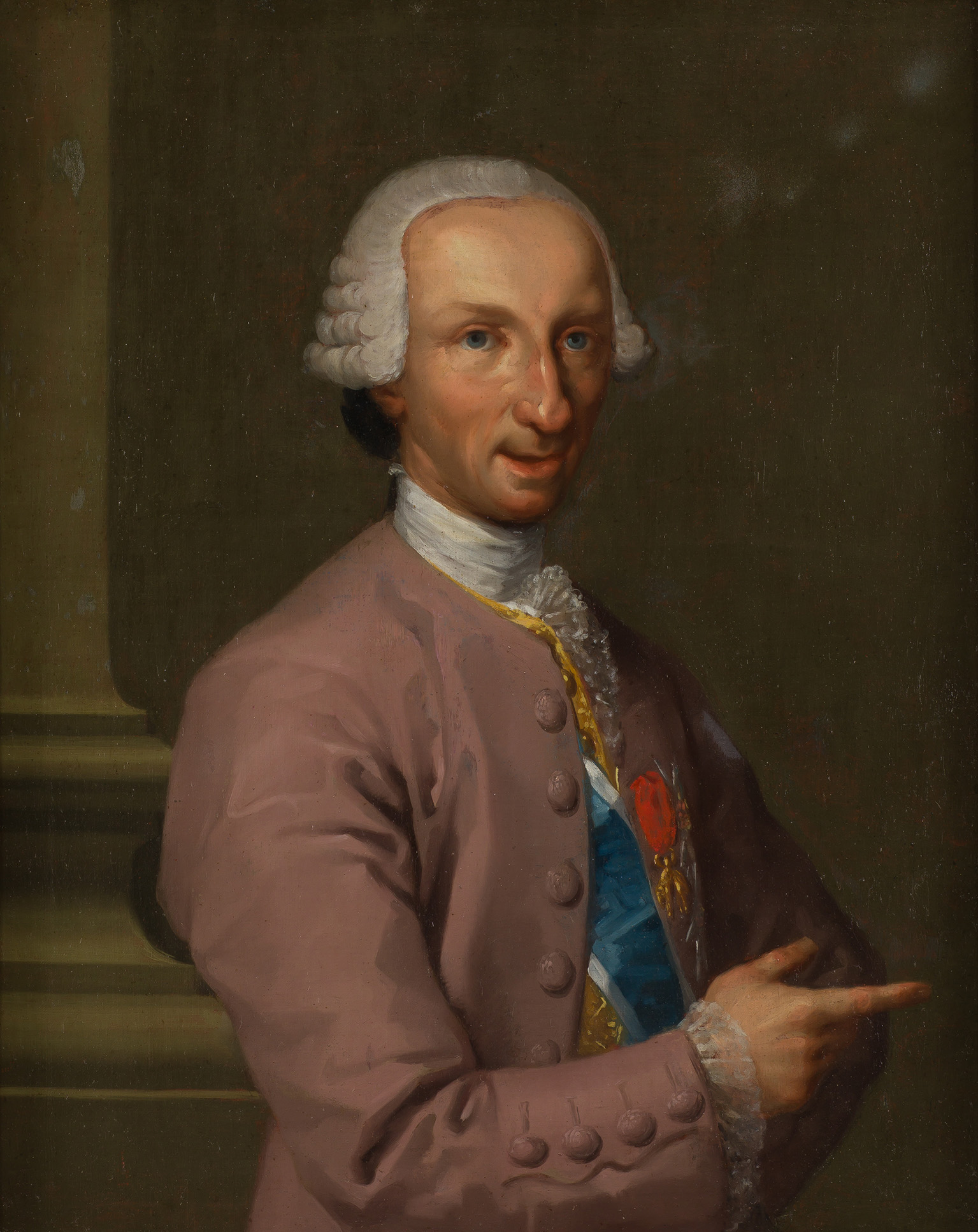
Karl III. um 1780 (Gemälde von José del Castillo)

Als Karl die Herrschaft in Spanien übernahm, war er 43 Jahre alt und regierte seit 28 Jahren. Er brachte also ungleich mehr Erfahrung mit als seine Vorgänger. Dies stieß nicht überall auf Zustimmung, zumal er mit seinen aufklärerischen Reformideen den konservativen spanischen Staatsapparat herausforderte.
Auch Karl musste sich umstellen. Der spanische Hof mit seinem rigiden Zeremoniell wirkte düster und asketisch im Vergleich zu dem weltoffenen barocken Hofleben, das am „Hof der Wunder“ in Neapel geherrscht hatte.

### Reformbemühungen
Karl III. regierte im Sinne des „aufgeklärten Despotismus“ (spanisch Despotismo Ilustrado) als absolutistischer Monarch, der gleichzeitig Ideen der Aufklärung einband und unter anderem die Bildung förderte und den Einfluss der Kirche zurückdrängte. Personell brachte Karl III. einige vertraute Berater mit, zunächst sorgte er aber für Kontinuität, etwa, indem er Premierminister Ricardo Wall im Amt hielt.
Mit seinen Beratern machte sich Karl daran, umfassende Reformen einzuleiten und Spanien einen Modernisierungsschub zu geben. Dabei konnte er nicht auf die Unterstützung des Adels zählen – die hochgestellten Familien beharrten in ihrer Orientierung auf Hierarchie durch Herkunft und setzten ihre Energien in erster Linie darauf, ihre Stellung und ihre Privilegien zu bewahren. Im Gegensatz dazu sah das Bürgertum die Reformen als Chance, sich zu positionieren und trotz geringer Herkunft mit Leistung anspruchsvolle Positionen zu erreichen.
Karl ließ Schlüsselpositionen – etwa die von Vizekönigen in den Kolonien – nicht mehr ausschließlich an Vertreter der vornehmsten Familien vergeben, sondern gab auch Söhnen aus niederem Adel eine Chance, wenn sie sich in Militär und Verwaltung bewährt hatten. Für sie stiftete er 1771 den Orden Karls III., bis heute der höchste Verdienstorden Spaniens.

### Wirtschafts- und Finanzpolitik
Im Sinne des Merkantilismus ließ er staatliche Manufakturen im Mutterland und einigen Kolonien (so auf Kuba) gründen.
Die Staatsfinanzen litten unter den enormen Staatsschulden, die Spanien seit der Zeit von Karl V.  angehäuft hatte. Durch erhöhte Exporterlöse und eine moderne und konsequent betriebene Steuerpolitik sollten die Finanzen saniert werden. Dies führte die Bemühungen fort, die Zenón de Somodevilla y Bengoechea bereits unter Philipp V. begonnen hatte. Im Jahr 1760 wurde die Junta de Catastro eingerichtet, eine Behörde, die den Grundbesitz und die Vermögenswerte der Spanier erfassen sollte, um eine einheitliche und umfassende Steuerbemessung zu ermöglichen.
1765 ließ er die strikte Getreidesteuer abschaffen und erleichterte somit Verkauf und Transport dieses Grundnahrungsmittels. Auch in anderen Bereichen wurden Handelsbeschränkungen erleichtert oder aufgehoben.
Im Finanzwesen ließ er das Geldwesen vereinheitlichen, und er gründete ein staatliches Bankhaus, die Banco de San Carlos einen Vorläufer der Nationalbank, über die fortan die Finanzierung der spanischen Kriege lief.
Außerdem entstand die Lotería Nacional als Einnahmequelle. All diese Maßnahmen zeigten zwar Wirkung, die Sanierung des Staatshaushaltes blieb jedoch aus, da zugleich die aktivere Rolle in der Außenpolitik an Frankreichs Seite dazu führte, dass Spanien immer wieder Kriege gegen Großbritannien zu finanzieren hatte, die zum einen Geld kosteten, zum anderen die Einnahmen – etwa aus den Kolonien – schmälerten.

### Sozialpolitik
Im Geist des aufgeklärten Absolutismus unternahm Spanien unter Karl III. zum ersten Mal systematisch Bemühungen um eine Art Sozialpolitik. Waisenhäuser und Hospitäler wurden eingerichtet. Landstreicher und Bettler holte man von der Straße, indem man sie für den Dienst in der spanischen Marine verpflichtete.
Zur Verbesserung der öffentlichen Ordnung verbot er das Tragen von Feuerwaffen und das Glücksspiel in der Öffentlichkeit.

### Hutaufstand
Die Spanier reagierten gemischt auf die zahlreichen Reformvorhaben ihres Königs. Nachdem das Land unter den Habsburgern zweihundert Jahre lang in klerikalem Konservatismus erstarrt war, bildeten die Anstrengungen von Philipp V. und mehr noch von Karl III. eine Herausforderung.
Ein Kuriosum, das als symptomatisch für den Widerstand, den die Reformen hervorriefen, gelten mag, war der Madrider Hutaufstand von 1766. Leopoldo de Gregorio, Marqués de Esquilache, einer der Vertrauten des Königs, hatte das Tragen des traditionellen breitkrempigen Sombreros mit langem Mantel verboten – und stattdessen verordnet, dass Männer einen kurzen Mantel und einen Dreispitz tragen mussten. Die Madrider Bevölkerung revoltierte gegen diesen Zwang, sich nach französischer Art zu kleiden, mit einer Revolte, die militärisch niedergeschlagen wurde. Wütende Madrider verwüsteten dabei das Haus des Premierministers Jerónimo Grimaldi.

### Kirchenpolitik und Vertreibung der Jesuiten
Unter Karl III. wurden die Rechte der Kirche massiv beschnitten. Während die römisch-katholische Kirche mit ihren Orden bis dahin eng mit der weltlichen Regierung verwoben war und viele Aufgaben der Rechtsprechung und Bildung in eigener Hoheit erledigte, beschränkte Karl die Kompetenzen, unterwarf kirchliche Güter der Abgabenpflicht und begrenzte den Einfluss der Priester.
Höhepunkt dieser Politik war die Entscheidung 1767, den Jesuitenorden, dessen eigenmächtiges Vorgehen auch anderswo zu Missmut und Verschwörungstheorien geführt hatte, in Spanien und allen spanischen Kolonien aufzulösen, seine Güter zu beschlagnahmen und die Jesuiten zu vertreiben. Führende Kraft in Spanien war dabei Pedro Pablo Abarca de Bolea, conde de Aranda, der Vorsitzende des Kastilienrates.

### Innenpolitik
Innenpolitisch stärkten die Reformen die Stellung der Bürger in den spanischen Kommunen. Das Amt eines procurador (deutsch: Stellvertreter) wurde geschaffen, der im Namen der Bürger Beschwerden gegen die Kommunalbeamten erheben konnte. Zudem wurde für jede Gemeinde mit mehr als 2.000 Einwohnern eine vierköpfige Bürgervertretung gewählt, die ebenfalls Rechtsmittel gegen die Verwaltung einlegen konnte.
Für das spanische Heer wurde die Taktik der preußischen Armee übernommen, die unter Friedrich dem Großen die wohl modernste der damaligen Zeit war.

### Außenpolitik
Außenpolitisch verabschiedete sich Karl III. von der zurückhaltenden, auf Neutralität bedachten Haltung, die Ricardo Wall für Ferdinand VI. vertreten hatte. Spanien schloss durch Botschafter Grimaldi den Dritten Familienpakt mit Frankreich, der unmittelbar zum Eintritt Spaniens in den Siebenjährigen Krieg führte.
In Spanien hatte dies keine Auswirkungen, der Krieg Spaniens gegen Großbritannien fand vorwiegend in Übersee statt. Die Briten nahmen 1762 ohne größere Schwierigkeiten nach der Belagerung von Havanna auf Kuba die Stadt in ihren Besitz, eine strategisch bedeutsame Station auf der Transatlantikroute zwischen Spanien und den spanischen Kolonien. Auch die Philippinen fielen in britischer Hand. Im Pariser Frieden 1763 erhielt Großbritannien die französischen Gebiete Nordamerikas, mit Ausnahme von Louisiana, das an Spanien ging. Spanien trat dafür Florida an die Briten ab. Kuba und die Philippinen blieben spanisch.
Im Jahr 1776 mussten die Briten ihre nordamerikanischen Kolonien gegen die Bestrebungen der amerikanischen Siedler nach Unabhängigkeit verteidigen. Für Spanien stellte sich die Frage, ob es die Amerikaner gegen die Briten aktiv unterstützen sollte. Premier Grimaldi zählte zu denen, die für eine spanische Kriegsbeteiligung eintraten. Die Befürworter hofften, dass ein geschwächtes Großbritannien endlich Gibraltar und Menorca aufgeben würde. König Karl III. und andere Minister aber fürchteten, dass der Drang nach Unabhängigkeit vom europäischen Mutterland auch auf die spanischen Besitzungen in Amerika überschwappen könnte. Die Entscheidung fiel gegen ein direktes militärisches Eingreifen. Spanien unterstützte aber die Kontinentalarmee mit Geld und gestattete den Amerikanern, die spanischen Häfen in Amerika zu nutzen. Im Frieden von Paris (1783) musste Großbritannien die Unabhängigkeit seiner rebellierenden Kolonien anerkennen; Spanien erhielt mit dieser Vereinbarung Florida und Menorca von den Briten zurück. Gibraltar freilich blieb britisch und ist es bis heute.
Von da an agierte Spanien außenpolitisch unabhängiger. Premierminister José Moñino y Redondo, der „Graf von Floridablanca“, vertrat Spaniens politische Interessen und folgte nicht mehr blind Frankreich. So schloss Spanien im Jahr 1779 ein Bündnis mit Portugal, das als britischer Verbündeter lange Jahre mit Spanien verfeindet gewesen war. Als Gipfel dieser Versöhnung heiratete 1786 die spanische Prinzessin Charlotte Joachime von Spanien (eine Enkelin von Karl) den portugiesischen Thronfolger Johann.
Im Jahr 1782 schloss Spanien einen Vertrag mit dem Osmanischen Reich, um die Schifffahrt im Mittelmeer im Allgemeinen und zwischen Spanien und seinen Besitzungen in Nordafrika (Melilla, Ceuta und Peñón de Vélez de la Gomera) im Besonderen sicher zu halten.
Weniger erfolgreich waren die Versuche, einen Ausgleich mit Marokko zu erreichen. Bereits im Jahr 1762 hatte Spanien einen Handelsvertrag mit Marokko geschlossen. Doch dieser schützte die Spanier nicht vor fortgesetzten Seeräuber-Angriffen im westlichen Mittelmeer. 1774 griffen marokkanische Soldaten mehrfach die spanischen Exklaven an der Küste an. König Karl und Premier Grimaldi befahlen daraufhin eine großangelegte Strafexpedition mit über 18.000 Soldaten gegen Algier, die unter dem Befehl des irisch-stämmigen Generals Alejandro O’Reilly stattfand. Der Landungsversuch der Spanier wurde zurückgeschlagen, 5.000 Mann starben – das war fast ein Drittel der spanischen Armee. Der Rest musste geschlagen den Rückzug antreten. Premierminister Grimaldi trat zurück.
Unter dem Premierminister Graf Floridablanca erreichte Spanien im Jahr 1782 eine Einigung mit Marokko; vier Jahre später folgten Verträge mit den Herrschern von Tripolis, Tunis und Algier.

### Kolonialpolitik
Seit der Eroberung der amerikanischen Kolonien war Spaniens Kolonialpolitik in erster Linie darauf ausgerichtet, wertvolle Güter – vorzugsweise Gold und Silber – aus den Kolonien nach Spanien zu schaffen. Die Arbeit in Bergbau und Plantagen in Mittel- und Südamerika wurden wesentlich von Leibeigenen und Sklaven geleistet. Die Warenwege waren streng geregelt, alle Entscheidungen zentralisiert. Ämter und Posten wurden an der Spitze den Söhnen der höchstgestellten Familien zugewiesen, an nachgeordneter Stelle häufig verkauft. Das
Kolonialsystem war unflexibel und ineffizient, die Erträge sanken, Korruption und Misswirtschaft forderten ihr Teil.
Karl ernannte Manuel d’Amat i de Junyent zum Vizekönig von Peru. Nach Neuspanien entsandte er Joaquín de Montserrat. Beide kannte er aus der Zeit der Feldzüge in Italien gegen Österreich. Beide hatten den Auftrag, Karls Reformkurs in die Kolonien zu tragen.
Die Niederlagen der Spanier gegen die Briten im Siebenjährigen Krieg (britische Besetzung von Havanna und der Philippinen) zeigten Karl, dass der Reformbedarf in Zivil- und Militärverwaltung noch dringender war als gedacht. Nachdem ein Mitarbeiter von Grimaldi an der Botschaft in Paris, José de Gálvez y Gallardo, ihm 1760 bereits eine Denkschrift über den Zustand der spanischen Kolonien vorgelegt hatte, entsandte er ihn mit umfangreichen Vollmachten ausgestattet als General-Visitor nach Neuspanien, um dort grundlegende Neuerungen durchzusetzen. Gálvez und Montserrat verstrickten sich in Kompetenzstreitigkeiten, und Karl löste den Vizekönig durch Carlos Francisco de Croix ab, der schon zu seinen Zeiten als Herzog von Parma ein enger Vertrauter gewesen war.
Gálvez wiederum entsandte seinen Vertrauten José Antonio de Areche nach Peru, um dort in gleicher Rolle als General-Visitor die Reformen Karls durchzusetzen. Ähnlich wie Gálvez geriet auch Areche in einen Kompetenzkonflikt mit dem Vizekönig, seit 1774 Manuel de Guirior, der sich einer geplanten Steuererhöhung widersetzte. Der König ersetzte ihn durch Agustín de Jáuregui, der schon als Gouverneur von Chile die Reformpolitik energisch und konsequent umgesetzt hatte.
Nach Gálvez’ Rückkehr 1771 nach Spanien machte Karl ihn zum Kolonialminister. Gálvez ordnete nun im Sinne des Königs das komplette spanische Kolonialreich neu. In Südamerika wurde ein neues Vizekönigreich eingerichtet, das Vizekönigreich Río de la Plata. In Mexiko wurden die neu besiedelten Provinzen im Norden als Provincias Internas aus der Verantwortung des neuspanischen Vizekönigreichs herausgelöst. Nach französischem Vorbild richtete man Intendencias als nachgeordnete Verwaltungseinheiten ein, die viele Aufgaben in Verwaltung und Rechtsprechung übernahmen, die vordem bei den Kanzleien der Vizekönige angesiedelt waren.
Die Handelswege wurden erweitert, in Amerika und Europa wurde neue Häfen für den transatlantischen Schiffsverkehr zugelassen. Handelsbeschränkungen fielen, und erstmals durften die Kolonien auch untereinander Waren austauschen.
Seine Verwaltungsreformen des spanischen Kolonialreiches in Lateinamerika sollten den Ertrag aus den Überseekolonien vermehren sowie die politische Kontrolle festigen. Karl III. trug aber durch den damit erzeugten Unmut grundlegend zu den Anfang des 19. Jahrhunderts ausbrechenden Unabhängigkeitskriegen bei.

### Kulturelle Errungenschaften
Während seiner Regierungszeit in Spanien leitete er bedeutende Städtebaumaßnahmen ein, vor allem in Madrid, wo er öffentliche Beleuchtungs- und Abwassersysteme sowie zahlreiche repräsentative Bauten (u. a. die Puerta de Alcalá, die Plaza de Cibeles und das Gebäude des heutigen Museo del Prado) in Auftrag gab. Diese Bautätigkeiten brachten ihm den Beinamen des „besten Bürgermeisters von Madrid“ ein.
Unter seiner Herrschaft in Spanien erlebte das Land einen wirtschaftlichen Aufschwung, der zu einem beträchtlichen Anstieg der Bevölkerungszahl von 6 Millionen auf 10,5 Millionen führte.

### Tod und Erbe
Karl starb im Dezember 1788 in Madrid und wurde im Pantheon der Könige des Klosters El Escorial bestattet. Sein Sohn übernahm als Karl IV. den Thron.

## Vorfahren
|  |                                                     |  |  |  |  |  |  |  |  |  |  |  |  |
|  | Ludwig XIV., König von Frankreich (1638–1715)       |  |  |  |  |  |  |  |  |  |  |  |  |
|  |                                                     |  |  |  |  |  |  |  |  |  |  |  |  |
|  |                                                     |  |  |  |  |  |  |  |  |  |  |  |  |
|  | Louis de Bourbon Dauphin von Frankreich (1661–1711) |  |  |  |  |  |  |  |  |  |  |  |  |
|  |                                                     |  |  |  |  |  |  |  |  |  |  |  |  |
|  |                                                     |  |  |  |  |  |  |  |  |  |  |  |  |
|  | Maria Teresa von Spanien (1638–1683)                |  |  |  |  |  |  |  |  |  |  |  |  |
|  |                                                     |  |  |  |  |  |  |  |  |  |  |  |  |
|  |                                                     |  |  |  |  |  |  |  |  |  |  |  |  |
|  | Philipp V. König von Spanien (1683–1746)            |  |  |  |  |  |  |  |  |  |  |  |  |
|  |                                                     |  |  |  |  |  |  |  |  |  |  |  |  |
|  |                                                     |  |  |  |  |  |  |  |  |  |  |  |  |
|  | Ferdinand Maria, Kurfürst von Bayern (1636–1679)    |  |  |  |  |  |  |  |  |  |  |  |  |
|  |                                                     |  |  |  |  |  |  |  |  |  |  |  |  |
|  |                                                     |  |  |  |  |  |  |  |  |  |  |  |  |
|  | Maria Anna von Bayern (1660–1690)                   |  |  |  |  |  |  |  |  |  |  |  |  |
|  |                                                     |  |  |  |  |  |  |  |  |  |  |  |  |
|  |                                                     |  |  |  |  |  |  |  |  |  |  |  |  |
|  | Henriette Adelheid von Savoyen (1636–1676)          |  |  |  |  |  |  |  |  |  |  |  |  |
|  |                                                     |  |  |  |  |  |  |  |  |  |  |  |  |
|  |                                                     |  |  |  |  |  |  |  |  |  |  |  |  |
|  | Karl III. König von Spanien (1716–1788)             |  |  |  |  |  |  |  |  |  |  |  |  |
|  |                                                     |  |  |  |  |  |  |  |  |  |  |  |  |
|  |                                                     |  |  |  |  |  |  |  |  |  |  |  |  |
|  | Ranuccio II. Farnese (1630–1694)                    |  |  |  |  |  |  |  |  |  |  |  |  |
|  |                                                     |  |  |  |  |  |  |  |  |  |  |  |  |
|  |                                                     |  |  |  |  |  |  |  |  |  |  |  |  |
|  | Odoardo II. Farnese (1666–1693)                     |  |  |  |  |  |  |  |  |  |  |  |  |
|  |                                                     |  |  |  |  |  |  |  |  |  |  |  |  |
|  |                                                     |  |  |  |  |  |  |  |  |  |  |  |  |
|  | Isabella d’Este (1635–1666)                         |  |  |  |  |  |  |  |  |  |  |  |  |
|  |                                                     |  |  |  |  |  |  |  |  |  |  |  |  |
|  |                                                     |  |  |  |  |  |  |  |  |  |  |  |  |
|  | Elisabetta Farnese (1692–1766)                      |  |  |  |  |  |  |  |  |  |  |  |  |
|  |                                                     |  |  |  |  |  |  |  |  |  |  |  |  |
|  |                                                     |  |  |  |  |  |  |  |  |  |  |  |  |
|  | Philipp Wilhelm, Kurfürst von der Pfalz (1615–1690) |  |  |  |  |  |  |  |  |  |  |  |  |
|  |                                                     |  |  |  |  |  |  |  |  |  |  |  |  |
|  |                                                     |  |  |  |  |  |  |  |  |  |  |  |  |
|  | Dorothea Sophie von der Pfalz (1670–1748)           |  |  |  |  |  |  |  |  |  |  |  |  |
|  |                                                     |  |  |  |  |  |  |  |  |  |  |  |  |
|  |                                                     |  |  |  |  |  |  |  |  |  |  |  |  |
|  | Elisabeth Amalie von Hessen-Darmstadt (1635–1709)   |  |  |  |  |  |  |  |  |  |  |  |  |
|  |                                                     |  |  |  |  |  |  |  |  |  |  |  |  |
|  |                                                     |  |  |  |  |  |  |  |  |  |  |  |  |

## Ehe und Nachkommen
Karl heiratete am 19. Juni 1738 Prinzessin Maria Amalia von Sachsen, eine Tochter von Friedrich August II., mit der er folgende Kinder hatte:
- María Isabel (1740–1742)
- María Josefa (*/† 1742)
- María Isabel (1743–1749)
- María Josefa (1744–1801)
- Maria Ludovica (1745–1792) ⚭ 1765 Leopold II. Kaiser des Heiligen Römischen Reiches Deutscher Nation
- Felipe Antonio (1747–1777) Herzog von Kalabrien
- Karl IV. (1748–1819) König von Spanien ⚭ 1765 Maria Luise von Bourbon-Parma (1751–1819)
- María Teresa (1749–1750)
- Ferdinand I. (1751–1825) König beider Sizilien ⚭ 1768 Maria Karolina von Österreich (1752–1814)
- Gabriel Antonio (1752–1788) ⚭ Maria Anna von Portugal (1768–1788)
- María Ana (1754–1755)
- Antonio Pascal (1755–1817) ⚭ Maria Amalia de Borbón (1779–1798)
- Francisco Javier (1757–1771)

Der spanische Admiral Federico Carlos Gravina (1747–1806) soll ein Sohn Karls gewesen sein.

## Orden
- Orden vom Goldenen Vlies (Spanien): Ritter 1723–1788, Großmeister 1759–1788
- Orden vom Heiligen Geist: Ritter 1729–1788
- Konstantinorden: Großmeister 1731–1759
- Januariusorden: Stifter (aus Anlass der Vermählung mit Maria Amalia am 6. Juli 1738), Großmeister 1738–1759
- Orden Karls III.: Stifter (aus Anlass der Geburt seines Enkels am 19. September 1771), Großmeister 1771–1788

Wappen als Herzog von Parma, Piacenza und Guastalla
Wappen als König von Neapel und Sizilien
Wappen als König von Sizilien
Wappen als König von Spanien